# 水口站 (福建省)
水口站位于福建省宁德市古田县水口镇，1989年12月20日随外福铁路水口电站改线工程投入使用。距来舟站105公里，距福州站89公里。现为五等站。客运办理旅客乘降、行李包裹托运；货运办理整车货物发到，不办理石灰到达。设行车道4股，有效长度1862米。有站房1座70平方米，候车室120平方米，售票房8平方米，行包房12平方米，旅客站台1个1800平方米，总建筑面积2010平方米。